# 6-й истребительный авиационный полк Юго-Западного фронта
6-й истребительный авиационный полк (6-й иап) — воинская часть Военно-воздушных сил (ВВС) РККА, принимавшая участие в боевых действиях Великой Отечественной войны.

## Наименования полка
За весь период своего существования полк несколько раз менял своё наименование:
- 6-й истребительный авиационный полк
- 149-й гвардейский истребительный авиационный полк;
- 149-й гвардейский истребительный авиационный Краснознамённый полк;
- 149-й гвардейский истребительный авиационный Краснознамённый полк ПВО;
- 149-й гвардейский авиационный Краснознамённый полк истребителей-бомбардировщиков;
- 149-й гвардейский бомбардировочный авиационный Краснознамённый полк;
- Полевая почта 65229.

## Создание полка
6-й истребительный авиационный полк сформирован на базе 26-й отдельной истребительной авиационной эскадрильи 33-й авиационной бригады ВВС ОКДВА в Особой Краснознаменной Дальневосточной армии на аэродроме Гаровка (г. Хабаровск).

## Переименование полка
6-й истребительный авиационный полк 2 июля 1944 года за образцовое выполнение боевых задач и проявленные при этом мужество и героизм на основании Приказа НКО СССР преобразован в 149-й гвардейский истребительный авиационный полк.

## В действующей армии
В составе действующей армии:
- с 09 августа 1941 года по 20 сентября 1942 года, всего 407 дней,
- с 11 февраля 1943 года по 02 июля 1944 года, всего 507 дней.

Итого — 914 дней.
|  | Як-3 | Як-7 | И-16 |

## Командиры полка
- капитан, майор, подполковник Моисеев Виктор Ильич[4], 25.07.1941 — 11.05.1942 (погиб)
- майор, подполковник Лукелий Федор Афанасьевич[4], 28.07.1942 — 25.12.1943
- майор, подполковник Зотов Матвей Иванович[4], 25.12.1943 — 01.1947

## В составе соединений и объединений
| Период        | Фронт (округ)                 | армия                                            | корпус                                            | дивизия                                             | примечание |
| ------------- | ----------------------------- | ------------------------------------------------ | ------------------------------------------------- | --------------------------------------------------- | --- |
| 04.06.1938 г. | Дальневосточный военный округ | ВВС Особой Краснознаменной Дальневосточной армии |                                                   | 20-я авиационная бригада                            | аэр. Гаровка, (г. Хабаровск), И-15 бис |
| 01.08.1940 г. | Дальневосточный военный округ | ВВС Особой Краснознаменной Дальневосточной армии |                                                   | 29-я истребительная авиационная дивизия             | И-15 бис |
| 06.07.1941 г. | Западный фронт                |                                                  |                                                   |                                                     | 64 самолета И-15 бис, 4 аэ |
| 20.07.1941 г. | Западный фронт                |                                                  |                                                   |                                                     | Борисоглебск, И-15 бис, полк был разделен на 2 полка с одинаковым наименованием (см. 6-й истребительный авиационный полк Северо-Западного фронта) |
| 09.08.1941 г. | Юго-Западный фронт            | ВВС фронта                                       |                                                   | 49-я истребительная авиационная дивизия             | И-16, И-153 |
| 01.10.1941 г. | Юго-Западный фронт            | ВВС фронта                                       | Киевский район ПВО                                | 36-я истребительная авиационная дивизия ПВО         | И-16, И-153 |
| 01.03.1942 г. | Юго-Западный фронт            | ВВС фронта                                       |                                                   |                                                     | Воронеж, переформирован, Як-1 |
| 31.03.1942 г. | Юго-Западный фронт            | ВВС фронта                                       | маневренная авиагруппа ЮЗН                        |                                                     | Як-1, ЛаГГ-3 из полков, убывающих в тыл |
| 18.05.1942 г. | Юго-Западный фронт            | ВВС фронта                                       | маневренная авиагруппа ЮЗН                        |                                                     | Як-1, принял группу лётчиков из 186-го иап |
| 28.05.1942 г. | Юго-Западный фронт            | ВВС фронта                                       | Маневренная авиагруппа                            |                                                     | Передал группу лётного состава с самолетами в 273-й иап и отведён в тыловую полосу фронта на отдых и доукомплектование                            |
| 16.06.1942 г. | Юго-Западный фронт            | 8-я воздушная армия                              |                                                   | 269-я истребительная авиационная дивизия            | Як-1 |
| 12.07.1942 г. | Сталинградский фронт          | 8-я воздушная армия                              |                                                   | 269-я истребительная авиационная дивизия            | Як-1 |
| 20.09.1942 г. | Сталинградский фронт          | 8-я воздушная армия                              |                                                   | 269-я истребительная авиационная дивизия            | выведен в тыл на доукомплектование, Як-1 |
| 23.09.1942 г. | Сибирский военный округ       |                                                  |                                                   | 19-й запасной истребительный авиационный полк       | Новосибирск, Як-7Б |
| 01.01.1943 г. | Резерв ВГК                    |                                                  | 4-й истребительный авиационный корпус             | 294-я истребительная авиационная дивизия            | Як-7б |
| 01.01.1943 г. | Воронежский фронт             | 2-я воздушная армия                              | 4-й истребительный авиационный корпус             | 294-я истребительная авиационная дивизия            | Як-7б |
| 23.07.1943 г. | Степной фронт                 | 5-я воздушная армия                              | 4-й истребительный авиационный корпус             | 294-я истребительная авиационная дивизия            | Як-7б |
| 20.10.1943 г. | 2-й Украинский фронт          | 5-я воздушная армия                              | 4-й истребительный авиационный корпус             | 294-я истребительная авиационная дивизия            | Як-7б, Як-9 |
| 02.07.1944 г. | 2-й Украинский фронт          | 5-я воздушная армия                              | 3-й гвардейский истребительный авиационный корпус | 13-я гвардейская истребительная авиационная дивизия | Полк переименован в гвардейский, Як-9 |

## Участие в операциях и битвах
- Коростеньская оборонительная операция — с 9 августа 1941 года по 20 августа 1941 года
- Оборонительная операция на подступах к Киеву — с 9 августа 1941 года по 20 августа 1941 года
- Киевско-Прилуцкая оборонительная операция — с 29 августа 1941 года по 26 сентября 1941 года
- Донбасская операция) — с 29 сентября 1941 года по 4 ноября 1941 года
- Сумско-Харьковская оборонительная операция — с 1 октября 1941 года по 29 октября 1941 года
- Ростовская операция — с 5 ноября 1941 года по 2 декабря 1941 года
- Битва за Москву — с 30 сентября 1941 года по 20 апреля 1942 года
  - Елецкая операция — с 6 декабря 1941 года по 26 декабря 1941 года
  - Тульская наступательная операция — с 6 декабря 1941 года по 16 декабря 1941 года
  - Калужская наступательная операция — с 17 декабря 1941 года по 5 января 1942 года
- Курско-Обояньская наступательная операция — с 3 января 1942 года по 26 января 1942 года
- Барвенково-Лозовская операция — с 18 января 1942 года по 31 января 1942 года
- Харьковская операция (1942) с 12 мая 1942 года по 25 мая 1942 года
- Воронежско-Ворошиловградская операция — с 28 июня 1942 года по 5 июля 1942 года
- Сталинградская оборонительная операция — с 18 июля 1942 года по 13 сентября 1942 года
- Харьковская наступательная операция — с 19 февраля 1943 года по 14 марта 1943 года
- Харьковская оборонительная операция — с 4 марта 1943 года по 25 марта 1943 года
- Курская стратегическая оборонительная операция — с 5 июля 1943 года по 12 июля 1943 года
- Белгородско-Харьковская операция — с 3 августа 1943 года по 23 августа 1943 года
- Черниговско-Припятская операция — с 26 августа 1943 года по 30 сентября 1943 года
- Кировоградская операция — с 5 января 1944 года по 16 января 1944 года
- Корсунь-Шевченковская операция — с 24 января 1944 года по 17 февраля 1944 года
- Уманско-Ботошанская операция — с 5 марта 1944 года по 17 апреля 1944 года

## Статистика боевых действий
Всего за 1941—1943 годы Великой Отечественной войны полком:
| Выполнено боевых вылетов | Сбито самолетов в воздухе | Уничтожено самолетов всего |
| ------------------------ | ------------------------- | -------------------------- |
| 3830                     | 108                       | 116                        |

Свои потери:
| Потеряно самолетов, всего | Погибло лётчиков всего |
| ------------------------- | ---------------------- |
| 65                        | 43                     |

## Самолёты на вооружении
| Период      | Самолеты |
| ----------- | -------- |
| 1938 — 1941 | И-15 бис |
| 1938 — 1942 | И-16     |
| 1942 — 1942 | ЛаГГ-3   |
| 1942 — 1943 | Як-1     |
| 1942 — 1944 | Як-7     |
| 1944 — 1945 | Як-3     |